# میسائو تامای
میسائو تامای (به انگلیسی: Misao Tamai) بازیکن فوتبال اهل ژاپن و عضو تیم ملی فوتبال ژاپن است که در تاریخ ۲۷ اوت ۱۹۲۷ میلادی اولین بازی ملی‌اش را انجام داد. او در ۲ بازی ملی حضور داشت و آخرین بازی ملی خود را در تاریخ ۲۹ اوت ۱۹۲۷ میلادی انجام داد. میسائو تامای در بازی‌های ملی‌اش
۱ گل به ثمر رساند.